# 레인보우 버블젬
《레인보우 버블젬》 (표준어: 레인보우 버블잼, 중국어: 我的同学是美人鱼, 영어: Rainbow Bubblegem)은 대한민국의 캠프파이어 애니웍스가 만들어 EBS에서 방송 중인 마법소녀 3D 애니메이션이다.

## 줄거리

### 레인보우 버블젬
"바닷속 사랑스러운 인어공주들의 육지 학교 도전기!"
바다 왕국의 말괄량이 인어공주 퍼플. 아기 고래의 도움을 받아 아빠 몰래 육지 구경을 가지만 정체를 탄로 날 위기에 처한다. 바다 세상을 보호하는 버블의 수호 요정 핑크스타의 도움을 받아 위기를 극복하지만, 버블젬이 깨져서 흩어져 버린다. 바다를 지배하는 여왕, 화이트골드는 바다 왕국에 사는 일곱 명의 인어공주에게 육지의 학교에 다니며 흩어진 버블을 모아올 것을 명령한다. 과연 바닷속에서만 자란 일곱 명의 인어공주가 육지의 학교 생활에 잘 적응할 수 있을까? 두근두근 신나는 일곱 공주의 무지갯빛 모험이 지금 시작된다!

### 레인보우 버블젬 시크릿
블랙 다이아를 쓰러뜨리고, 퍼플을 돌려달라는 인어공주들의 소원을 들어주고 버블젬은 또다시 흩어진다. 잠시나마 바다 세상에는 평화가 찾아오고 국왕은 퍼플이 육지학교에 가는 걸 반대하지만, 퍼플은 여왕 후보에 도전하겠다며 설득해 허락을 받는다. 하지만 없어진 줄 알았던 블롭에게 마법봉과 소중한 공주사전마저 빼앗기고 만다. 화이트골드에게 새로운 캐처와 공주사전을 받은 퍼플은 다른 공주들의 마법을 업그레이드해 주지만, 정작 자신만의 버블은 만들지 못한 채, 더욱 강해진 블랙다이아와 맞서게 된다. 퍼플은 과연 자신만의 버블젬 없이 바다 세상은 물론 인간들과 육지 세상까지 지켜낼 수 있을 것인가?

## 방송 일시
| 방송 채널 | 방송일                                                 | 방송 시간                                             |
| --------- | ------------------------------------------------------ | ----------------------------------------------------- |
| EBS 1TV   | 2023년 8월 30일 ~ 11월 30일 12월 6일 ~ 2024년 2월 21일 | 매주 수 ~ 목 오전 8시 50분 매주 수 ~ 목 오전 7시 45분 |
| EBS 1TV   | 2023년 8월 31일 ~ 11월 30일 12월 7일 ~ 2024년 2월 22일 | 매주 목 저녁 6시 10분                                 |
| EBS 1TV   | 2024년 2월 29일 ~ 8월 22일                             | 매주 목 저녁 5시 40분                                 |
| EBS 1TV   | 2025년 4월 9일 ~ 7월 3일                               | 매주 수 ~ 목 오전 7시 45분                            |
| EBS 1TV   | 2025년 4월 10일 ~ 7월 3일                              | 매주 목 저녁 5시 25분                                 |

## 등장인물

### 주역
퍼플 스타(紫星; Purple Star)
성우: 정혜원 / Xiao Shihou
나이: 8세
성별: 여
출생일: 7월 15일
성격: ENFP
해양국: 불가사리 해양국
특기: 비눗방울 크게 불기
취미: 육지에서 떠내려오는 잡동사니 수집하기
색깔:      보라색
상징: 별 모양
보석: 자수정 또는 스타 사파이어
이 이야기의 주인공이자 불가사리 해양국의 인어공주로 호기심이 많고 털털한 성격에 말괄량이지만 위험에 처한 친구들을 도울 줄 아는 따뜻한 마음을 지니고 있다.
레드 루비(红心妍; Red Ruby)
성우: 조경이 / Qing Leng
나이: 8세
성별: 여
출생일: 2월 11일
성격: ESFP
해양국: 해마 해양국
특기: 발레
취미: 쇼핑과 메이크업 영상보기
색깔:      빨간색
상징: 하트 모양
보석: 루비
해마 해양국의 인어공주로 당당하고 자신감이 넘치는 콧대가 높으며 조금은 까칠하면서도 자존심이 강하다.
오렌지 앰버(橙吖咪; Orange Amber)
성우: 김가령 / Xie Ying
나이: 8세
성별: 여
출생일: 12월 29일
성격: ISFP
해양국: 말미잘 해양국
특기: 디저트 재료 맛 구별하기
취미: 베이킹과 티타임
색깔:      주황색
상징: 꽃 모양
보석: 호박석
말미잘 해양국의 인어공주로 유유부단한 성격에 겁이 많지만 귀엽고 사랑스러운 마음을 지녔으며 달콤한 요리실력을 겸비하고 있다. 그러나 어머니의 도움 없이는 아무것도 할 수 없는 연약한 마음을 지닌 탓에 외로워한다.
옐로우 골드(黃依依; Yellow Gold)
성우: 김은아 / Cui Wanwan
나이: 8세
성별: 여
출생일: 11월 17일
성격: INFP
해양국: 조개 해양국
특기: 바다 생물과 대화하기
취미: 그림 그리기, 해양생물 삽화 그리기
색깔:      노란색
상징: 리본 모양
보석: 골드
조개 해양국의 인어공주로 너무 부끄러워 말은 잘 못하지만, 속은 강단하고 야무진 성격을 지니고 있다.
그린 리프(绿㻗儿; Green Leaf)
성우: 김아롱 / Li Chunyin
나이: 8세
성별: 여
출생일: 5월 5일
성격: INTJ
해양국: 가오리 해양국
특기: 체스, 스도쿠
취미: 독서과 고대 심해어 연구하기
색깔:      녹색
상징: 다이아몬드 모양
보석: 다이아몬드
가오리 해양국의 인어공주로 똑똑하지만 그만큼 잘난 척이 과하고 바다왕국 최고의 브레인으로 알려져 있으며 학생들 사이에선 도서관의 현자로 불린다. 가끔은 차갑고 냉정하게 보이기도 하지만 알고보면 마음만은 따뜻한 성격을 지니고 있다.
블루 사파이어(蓝贝儿; Blue Sapphire)
성우: 전해리 / Tina Chan
나이: 8세
성별: 여
충생일: 6월 10일
성격: ESTP
해양국: 해파리 해양국
특기: 스케이트보드, 클라이밍
취미: 복싱, 해파리 글라이딩
색깔:      파란색
상징: 물방울 모양
보석: 사파이어
해파리 해양국의 인어공주이자 승부욕에 대한 집념이 강한 성격으로 언제나 승부에 집착하지만 정정당당하게 겨루는 것을 좋아한다. 누구보다 빠르고 활달하며 에너지가 넘치지만 가끔 지나친 승부욕 때문에 거친 행동을 할 때도 있지만 알고보면 친구들과의 우정을 소중히 여길 줄 아는 의리파이기도 하다.
인디고 킨(青菌; Indigo Keen)
성우: 여민정 / Jia Chenlu
나이: 8세
성별: 여
출생일: 10월 22일
성격: INFJ
해양국: 심해 해양국 → 대양 해양국
특기: 펜싱
취미: 기타 연주, 작사 작곡
색깔:      남색
상징: 초승달 모양
유일하게 심해에서 온 심해 해양국의 인어공주로 다른 인어공주들을 보며 부러워 하고 친구들과 함께 어울리고 싶어 하는 성격이지만, 자신의 어두운 과거 때문에 친구들을 밀어 내기도 한다. 그러나 알고보면 위기의 순간마다 남 몰래 위험에 빠진 친구들을 도와주는 착하고 순수한 마음을 가지고 있다.
일곱 공주들 중 유일하게 어두운 색을 가진 공주이다.
레오 우드(李奥; Leo Wood)
성우: 김은아 / Sun Wanyu
나이: 8세
성별: 남
출생일: 4월 1일
성격: ISFJ
퍼플 일행의 같은 반 친구. 자신을 구해준 인어가 퍼플이라는 사실을 알게 된 후로는 블랙 다이아가 소환한 몬스터인 블롭들이 일으킨 갑작스런 온갖 위험한 사건에 휘말렸고 퍼플을 비롯한 일곱 왕국의 인어 공주들에 대한 존재와 그들의 비밀을 알고 있는 유일한 인물이 된다. 애완 동물이자 수컷 아기 돼지인 "까까"를 데리고 다니며, 퍼플이 준 인어들의 마법 팔찌로 타임 스톱상태일 때도 움직일 수 있어서 인어 공주들을 보조해 주기도 한다.
그레이 노튼(葛雷; Gray Norton)
성우: 심규혁 / Liu Shengbo
나이: 9세
성별: 남
색깔:      회색
시즌 2에 새롭게 등장하는 캐릭터. 블루닷 스쿨의 학생으로 레오의 선배이다.

### 수호 요정
각 공주들의 캐쳐의 들어있는 요정들.
인어뿐 아니라 인간들에게도 육안으로 보이며, 공통적으로 타임 스톱이라는 능력을 사용할 수 있다. 마법으로는 인어들을 사람의 모습으로 바꾸는 데에 이 요정들의 힘이 사용되기 때문에, 무리하게 변신을 반복하면 요정들이 잠에 들어버린다.
핑크스타(星宝; Pink Star)
성우: 엄상현 / Ren Yongxia
나이: 300세
종: 불가사리
해양국: 불가사리 해양국
색깔:      분홍색(     보라색)
상징: 별 모양
분홍색과 보라색 불가사리 요정. 퍼플 스타의 수호 요정이다. 장난기 많은 퍼플 스타한테 잔소리를 하거나 반대로 굴욕을 받기도 한다.
하트콘(甜心; Heartcorn)
성우: 여민정 / Lu Minyue
종: 해마
해양국: 해마 해양국
색깔:      빨간색
상징: 하트 모양
빨간색 해마 요정. 레드 루비의 수호 요정이다.
모네(小葵; Monet)
성우: 김아롱 / Li Chunyin
종: 말미잘
해양국: 말미잘 해양국
색깔:      주황색
상징: 꽃 모양
주황색 말미잘 요정. 오렌지 앰버의 수호 요정이다.
샤이램(贝贝; Shyram)
성우: 전해리 / Tina Chan
종: 조개
해양국: 조개 해양국
색깔:      노란색
상징: 리본 모양
노란색 조개 요정. 옐로우 골드의 수호 요정이다. 옐로우 골드처럼 부끄러워하는 성격이 있다.
스팅스(瑶瑶; Stings)
성우: 전숙경 / Zhang Yazhu
종: 가오리
해양국: 가오리 해양국
색깔:      녹색
상징: 다이아몬드 모양
녹색 가오리 요정. 그린 리프의 수호 요정이다.
젤리핀(云朵; Jellyfin)
성우: 이상준 / Hui Gu
종: 해파리
해양국: 해파리 해양국
색깔:      파란색
상징: 물방울 모양
파란색 해파리 요정. 블루 사파이어의 수호 요정이다.
프리클(奥利; Prickle)
성우: 전태열 / Yang Jin
종: 성게
해양국: 심해 해양국 → 대양 해양국
색깔:      남색
상징: 초승달 모양
남색 성게 요정. 인디고 킨의 수호 요정이다.

### 조역
화이트골드(白金女王歌迪雅; Whitegold)
성우: 전해리 / Qin Ziyi
성별: 여
성격: ENFJ
해양국: 대양 해양국
색깔:      하얀색
보석: 골드
바다세계를 수호하는 바다의 여왕. 블랙 다이아를 봉인시킨 장본인이자 그 여파로 자신 또한 방울에 갇혀버린다. 이후 흩어진 버블젬을 모아오는 자에게 여왕의 자리를 물려주겠다며 일곱 바다의 공주들에게 서신을 보낸다.

### 주역의 가족
퍼플 킹(海星王; Purple King)
성우: 홍진욱 / Wang Yuhang
성별: 남
해양국: 불가사리 해양국
퍼플이 살고 있는 불가사리 해양국의 국왕이자, 퍼플의 자상한 아버지. 퍼플이 항상 위험에 노출될까 봐 노심초사하며 과보호를 한다.
레드 퀸(海马女王; Red Queen)
성우: 여민정 / Zhang Yazhu
성별: 여
해양국: 해마 해양국
레드 루비의 어머니이자 해마 해양국의 여왕으로 우아하고 아름다운 성품을 지녔으며, 자신의 딸인 레드를 소중히 여기고 있다.
블루 킹(水母王; Blue King)
성우: 전태열 / Hui Gu
성별: 남
해양국: 해파리 해양국
해파리 해양국의 국왕이자, 블루 사파이어의 아버지.
사파이어 삼형제(蓝三兄弟; Sapphire Brothers)
성우: 엄상현, 이현, 이상준 / Ma Yang, Pi Laoban, Hui Gu
시즌 2 17화에 등장한 해파리 해양국의 왕자들이자, 블루 사파이어의 오빠들이다. 해파리 해양국은 강인한 신체와 기사도 정신을 중시하는 전투 민족 국가이지만, 이 셋은 운동광 여장부였던 여동생 블루와는 달리 운동보다는 예술에 더 큰 관심을 갖고 있다. 이로 인해 아버지인 블루 킹에게 자주 꾸중을 듣는 듯하다.[4] 장신구를 제외하면 블루처럼 화려한 왕실 복장이 아니라, 몸에 밀착되는 트레이닝 셔츠를 착용하고 있다.
인디고 퀸(深海女王; Indigo Queen)
성우: 김은아 / Jin Na
성별: 여
해양국: 심해 해양국
블랙 다이아의 과거 회상에서 등장한 인디고 킨의 친모. 심해 해양국이 블랙 다이아에게 습격당할 때 아기였던 인디고를 탈출시키고, 자신은 끝까지 저항하다 블랙 다이아의 공격에 결국 쓰러진다.

### 악역
블랙 다이아(黑曜石蒂亚; Black Diamond)
성우: 전숙경 / Mu Zi
성별: 여
성격: ENTJ
해양국: 심해 해양국
색깔:      검은색
보석: 다이아몬드
버블젬에 깃든 마법 에너지를 악용하여 바다 세계와 인간 세계를 지배하려는 어둠의 마녀.
블롭(斑点; Blob)
성별: 남
해양국: 심해 해양국
종: 문어 (2화), 앵무조개 (3화), 두프 (4화), 전기가오리 (5화), 가든일 (6화), 오징어 (7화), 가시해마 (8화), 블로브피시 (9화), 아귀 (10~11화), 갯가재 (12화), 날치 (13화), 해삼 (14화), 뉴트리쿨라 해파리 (15화), 만다린피시 (16화), 덤보문어 (17화), 스마일크랩 (18~19화), 대왕조개 (20화), 마귀상어 (21화), 바티노무스 (22화), 형광해파리 (23화), 별불가사리 (24화), 팽투스 (25화), 별불가사리 (27화), 상어 어인 (29화), 해파리 어인 (30화)
어둠의 마녀인 블랙 다이아가 어둠의 마법을 사용해서 소환한 해양 생물형태의 몬스터들로 이들을 인간 세상으로 보내 버블젬 조각과 퍼플 일행의 레인보우 캐처를 빼앗아 버블젬의 에너지를 악용하여 두 세계를 지배하려는 거대한 음모를 꾸민다. 평소에는 작은 공 모양을 한 단일 개체들로, 블랙 다이아의 명령이 떨어지면 특정 해양생물의 모습으로 융합한다. 융합 개체는 퍼플의 클린 버블을 맞으면 완전히 정화되어 다시 뿔뿔히 흩어진다.
팬텀(幻影; Phantom)
성우: 전태열 / Yang Jin
성별: 남
해양국: 심해 해양국
종: 상어
페일(苍白; Pale)
성우: 김예령 / Lu Xiaotong
성별: 여
해양국: 심해 해양국
종: 해파리
다크(黑暗的; Dark)
성우: 이현 / Pi Laoban
성별: 남
해양국: 심해 해양국
종: 게

### 블루닷 스쿨
애니 선생님(安妮女士; Ms. Annie)
성우: 김가령 / He Ruofan
성별: 여
퍼플 일행이 다니는 학교의 담임 선생님.
스니빌 선생님(斯内维尔; Snivel)
성우: 전태열 / Ma Yang
성별: 남
퍼플 일행이 다니는 학교의 과학 선생님.
블루닷 스쿨 교장 선생님(蓝点学校校长; Blue Dot School Principal)
성우: 엄상현 / Ma Yang
성별: 남
방송부 부원(广播系女生; Broadcasting News Members)
성우: 이상준, 김예령 / Hui Gu, Lu Xiaotong
성별: 남, 여
블루닷 스쿨 방송부에서 학교 방송을 맡은 학생.

### 그 외 등장인물
불가사리 해양국 시녀(保加利亚海事局女佣; Starfish Kingdom Maid)
성우: 전숙경 / Zhang Yazhu
종: 물고기
대양 해양국 시종장(海洋海事局局长; Chief of the Ocean Kingdom)
성우: 홍진욱 / Wang Yuhang
종: 물고기
까까(卡卡; Kaka)
성우: 김아롱 / Li Chunyin
성별: 남
종: 돼지
레오의 애완용인 수컷 아기 돼지. 가끔씩 각 인어 공주들의 수호 요정들을 태워주기도 한다.
알렉스(亚历克斯; Alex)
성우: 이상준 / Hui Gu
성별: 남
과거에 선한 시절의 블랙 다이아의 인간 친구. 그녀에게 육지에 대해서 알려주기도 하고, 여왕이 될 것이라며 블랙 다이아를 응원하기도 하는 좋은 친구라 생각 되었지만. 본작의 진짜 만악의 근원. 사실 그는 블랙 다이아와 친하게 지내는 척을 하면서 그녀가 육지로 올라올 기회를 많이 만든 다음, 어부들과 함께 인어를 잡아서 팔아넘기려 한 사람으로, 블랙 다이아가 인간을 증오하게 된 원인을 제공했다.
다니엘(丹尼尔; Daniel)
성별: 남
대니(丹尼; Danny)
성별: 남
다니엘 아버지(丹尼尔的父亲; Daniel's Father)
성별: 남
빌(比利; Bill)
성별: 남
왕자(王子; Prince)
성우: 심규혁 / Liu Shengbo
성별: 남
시즌 2 4화 후반부에 등장한 수수께끼의 인어왕자. 하얀 로브와 가면을 착용하고 있고 회색 꼬리와 머리카락[9]를 가지고 있다. 팬덤에서는 이 캐릭터가 외형과 성격이 유사하다는 이유로 그레이와 동일인물일 것이라는 추측을 하고 있다.
크리스(克里斯; Chris)
성우: 조경이 / Qing Leng
성별: 남
시즌2 6화에 등장한 블루닷 스쿨 교장 선생님의 손자로 아무도 못말리는 말썽꾸러기.

## 목소리 출연
- 정혜원: 퍼플 스타
- 조경이: 레드 루비, 옐로우 퀸, 크리스
- 김가령: 오렌지 앰버, 애니 선생님
- 김은아: 옐로우 골드, 레오 우드, 인디고 퀸
- 김아롱: 그린 리프, 모네, 까까
- 전해리: 블루 사파이어, 샤이램, 화이트 골드
- 여민정: 인디고 킨, 하트콘, 레드 퀸
- 엄상현: 핑크 스타, 옐로우 킹, 스카이 사파이어, 블루닷 스쿨 교장 선생님
- 전숙경: 스팅스, 블랙 다이아
- 이상준: 젤리핀, 방송부 부원 (남), 알렉스, 쿠운 사파이어
- 전태열: 프리클, 스니빌 선생님, 블루 킹, 팬텀
- 홍진욱: 퍼플킹
- 김예령: 방송부 부원 (여), 페일
- 심규혁: 그레이, 인어왕자, 다크 그레이
- 이현: 다크, 일렉 사파이어

## 제작진

### 1기
- 제작지원: 방송통신위원회, 방송통신발전기금
- 책임 프로듀서: 이선희
- 프로듀서: 신진수
- 애니메이션 제작
  - 기획: 김다혜, 나용근
  - 제작 투자 총괄: 나용근
  - 프로듀서: 정성종
  - 감독: 유나라
  - 에피소드 감독: 김필성
  - 조감독: 최인영, 김민애, 이혜인, 이현수, 정채윤
  - 초기제작진행: 이태조
  - 제작프로듀서: 이경원
  - 시나리오: 유경은, 유나라, 나용근, 김다혜
  - 스토리보드: 고세윤, 조연성, 최현명, 전호성
  - 미술감독: 김다혜
  - 캐릭터 디자인: 김다혜
  - 배경 디자인: 진윤선, 전수민, 우예찬
  - 에피소드 디자인: 진윤선, 이혜인
  - CG슈퍼바이저: 김수현, 석민창
  - 모델링 리드: 윤승한
  - 모델링: 장효선, 김형무, 배태근, 최필봉, 백정민, 진태수, 김성수, 서순철, 정화령
  - 모델링 어셋 외주: ㈜플롯, ㈜아트앤테크놀로지, ㈜팝콘픽쳐스, 티니픽셀
  - 리깅: 김아람, 한종민, 진태수, 석민창, 김형무, 이형신, 이대현, 박은정
  - 애니메이션 리드: 박우민
  - 애니메이션 검수: 홍창완
  - 애니메이터: 이선우, 장희진, 강연재, 정예진
  - 라이팅/렌더링 리드: 김은지, 김수현, 석민창
  - 라이팅/렌더링/합성: 정유림, 정상훈, 송지훈, 정종우, 김석진, 김민애
  - 매트페인팅: 김다혜, 진윤선
  - VFX 리드: 김수현, 김승식
  - VFX: 석민창, 성정은, 윤한얼, 최락훈
  - 애니메이션 외부 제작사: ㈜파니웍스, 라비스튜디오, ㈜새로핌, ㈜블룸, ㈜핑고에니터테인먼트, 스튜디오쉘터
  - 콘텐츠사업: 정성종
  - 사업디자인: 김다혜, 정수연, 장순영
  - 뉴미디어콘텐츠제작: 김상욱, 최광호
  - 해외사업: 나경민
  - 경영지원: 이현성, 정영란, 송승택, 서연지
- 중국공동제작
  - 제공: Thirty Sun, Hongfei Liu, Tina Ma
  - 수석프로듀서: Tracey Yan Cui
  - 사업총괄: Vern Wang, Ann Wang
  - 프로듀서: Selina She, Lillian Li, Mengdie Hu, Yu Zhang
  - 프로그램편집: Rhea Liu, Yong Jiang, Glad Creative
- 종합 제작
  - 주제가 작사: 신예준, 이수민, 신창용
  - 주제가 작곡: 신예준, 신창용, 손영웅
  - 주제가 노래: 이수민
  - 음악감독: 신예준, <사운즈쿨>김정아
  - 음악: 신예준, 신창용, 신성민, 석희제, 최보윤, 최민선, <사운즈쿨>최창국, 박진현, 윤주현, 서유원
  - 효과: 김지희, 김수경(모모사운드)
  - 녹음/믹싱: 강희중, 부유정(POPES)
  - 문자그래픽: 최기화
  - 기술감독: 제승명
  - 연출: 조성희
- 제작지원: 광주정보문화산업진흥원, 한국콘텐츠진흥원
- 기획/제작: EBS, ㈜캠프파이어 애니웍스 (㈜캠프파이어애니웍스 명의), 텐센트 비디오 (Tencent Video 명의), Live Fun (Livefun 명의)
- 저작권: © Campfire Aniworks / EBS / Tencent / Live Fun, All Rights Reserved.

### 2기 (시크릿)
- 제작지원: 방송통신위원회, 방송통신발전기금
- 책임 프로듀서: 이선희
- 프로듀서: 신진수
- 애니메이션 제작
  - 기획: 김다혜, 나용근
  - 제작 투자 총괄: 나용근
  - 프로듀서: 정성종
  - 감독: 유나라
  - 에피소드 감독: 김필성
  - 조감독: 최인영, 이현수, 김민애, 유지연, 태현조
  - 제작프로듀서: 이경원
  - 라인프로듀서: 최희정
  - 시나리오: 유경은, 유나라
  - 스토리보드: 송길헌, 그레이트스튜디오, 류정우, 김형선, 김태현
  - 미술감독: 김다혜
  - 캐릭터 디자인: 김다혜
  - 배경 디자인: 진윤선
  - 에피소드 디자인: 진윤선
  - CG 수퍼바이저: 김수현
  - 리거: 김형무
  - 모델링 리드: 윤승한
  - 모델링: 양유정, 백정민, 최필봉, 송재은
  - 모델링 어셋 외주: 북앤 픽처스
  - 리깅: 김형무, 김아람, 박효진, 석민창
  - 애니메이션 수퍼바이저: 박우민
  - 어시스턴트 애니메이션 수퍼바이저: 홍창완
  - 애니메이션 리드: 이정두
  - 애니메이터: 김민정, 장희진, 정예진, 황인준, 정선미, 이찬용, 강연재, 민기정, 안병은, 김영훈
  - 라아팅/합성 수퍼바이저: 김은지
  - 라아팅/합성 리드: 정유림
  - 라아팅/합성: 송지훈, 허윤호, 천다빈, 이은영, 우유지, 정종우, 정상훈, 석민창
  - 매트페인팅: 김다혜, 진윤선
  - VFX 리드: 김수현, 김승식
  - VFX: 성정은, 석민창
  - 애니메이션 외부 제작사: 라비스튜디오, (주)새로핌, 주식회사 드림 팩토리 스튜디오 (주식회사 드림팩토리스튜디오 명의), (주)핑고에니터테인먼트, (주)피어스비쥬얼웍스, 주식회사 서울랜드
  - 콘텐츠사업: 정성종
  - 사업디자인: 김다혜, 정수연, 장순영
  - 뉴미디어콘텐츠제작: 김상욱, 정예진, 이지윤, 최광호, 김채희
  - 해외사업: 나경민
  - 국내사업: 김예진
  - 경영지원: 신미영, 정영란, 송승택, 서연지
  - 완구사업: 임태규, 신지수, 박찬일
- 중국공동제작
  - 제공: Thirty Sun, Hongfei Liu, Tina Ma
  - 수석 프로듀서: Tracey Yan Cui
  - 사업총괄: Vern Wang, Ann Wang
  - 프로듀서: Lukky Liu, Lillian Lu, Mengdie Hu, Yu Zhang
  - 프로그램 편집: Naiyue Hu, Rhea Liu, Glad Creative
- 주제가 작사: 신예준, 이수민, 신창용
- 주제가 작곡: 신예준, 신창용
- 주제가 편곡: 손영웅, 신예준
- 주제가 노래: 이수민
- 주제가 기타: 김의주, 김기림
- 주제가 녹음: 장민 (M Creative Studio)
- 주제가 믹스: 마스터키 (821 Sound Studio)
- 주제가 마스터링: 권남우 (821 Sound Studio)
- 음악감독: 김정아(사운즈쿨)
- 음악: 최장국, 박진현, 윤주현, 서유원(사운즈쿨)
- 효과: 김지희, 김수경(모모사운드)
- 녹음/믹싱: 강희중, 부유정(POPES)
- 문자그래픽: 최기화
- 기술감독: 제승명
- 연출: 조성희
- 제작지원: 광주정보문화산업진흥원, 한국콘텐츠진흥원
- 기획/제작: EBS, ㈜캠프파이어 애니웍스 (㈜캠프파이어애니웍스 명의), 텐센트 비디오 (Tencent Video 명의), Live Fun (Livefun 명의)
- 저작권: © Campfire Aniworks / EBS / Tencent / Live Fun, All Rights Reserved.

## 개발제작
개발과 제작은 2017년부터 2018년까지 2017년 FIFA 컨페더레이션스컵과 2018년 FIFA 월드컵에서 시작되었다. 2020년 5월 12일 《레인보우 버블잼》 (Rainbow Bubblejem)이라는 가제로 한국 애니메이션 제작 계획이 발표되었고, 한국 애니메이션은 2022년 방영될 예정이다.
2021년 7월 13일 서울 캐릭터 라이선싱 페어 2021에서 한국 애니메이션의 첫 번째 예고편이 공개되었다. 2021년 10월 11일 한국 애니메이션이 《레인보우 버블젬》 (Rainbow Bubblegem)으로 이름이 변경되었다. 2021년 11월 25일 싱가포르 국제 영화제에서 한국 애니메이션의 두 번째 예고편이 공개되었다.
한국 애니메이션의 세 번째 예고편이 2022년 4월 4일 MIPTV에서 공개되었다. 한국 애니메이션의 네 번째 예고편은 MIPCOM 2022에서 선보였으며 2022년 10월 16일에 공개되었다. 한국 애니메이션의 다섯 번째 예고편이 2023년 5월 31일 Cartoons on the Bay에서 공개되었다.
2023년 6월 20일 CICAF에서 일부 상영한 뒤, 텐센트 비디오에서는 2023년 7월 25일부터 방송을 시작했다. 2023년 8월 2일 서울 애니메이션 센터에서 일부 상영한 뒤, EBS 1TV에서는 2023년 8월 30일부터 방송을 시작했다.

## 방영 목록

### 1기
| 회차       | 제목                | 방송 일자        |
| ---------- | ------------------- | ---------------- |
| 1화        | 세상 밖으로 우당탕  | 2023년 8월 30일  |
| 2화        | 처음은 어려워       | 2023년 8월 31일  |
| 3화        | 퍼플의 공주사전     | 2023년 9월 6일   |
| 4화        | 쉿! 이건 비밀이야   | 2023년 9월 7일   |
| 5화        | 축제는 화려하게     | 2023년 9월 13일  |
| 6화        | 도서실에 소문       | 2023년 9월 14일  |
| 7화        | 달콤한 바자회       | 2023년 9월 20일  |
| 8화        | 쌍둥이 스티커       | 2023년 9월 21일  |
| 9화        | 퍼플킹의 방문       | 2023년 9월 27일  |
| 10화       | 보물선을 찾아라     | 2023년 9월 28일  |
| 11화       | 심해의 악몽         | 2023년 10월 4일  |
| 12화       | 뜨거운 파란색       | 2023년 10월 5일  |
| 13화       | 티격태격 봉사왕     | 2023년 10월 11일 |
| 14화       | 서프라이즈 생일파티 | 2023년 10월 12일 |
| 15화       | 하루가 너무 길어    | 2023년 10월 18일 |
| 16화       | 블루톡 스타         | 2023년 10월 19일 |
| 17화       | 수상한 미술실       | 2023년 10월 25일 |
| 18화       | 그림 속의 공주들    | 2023년 10월 26일 |
| 19화       | 노란공의 정체       | 2023년 11월 1일  |
| 20화       | 내 꿈을 노래해      | 2023년 11월 2일  |
| 21화       | 위기의 수호 요정    | 2023년 11월 8일  |
| 22화       | 심해 공주의 등장    | 2023년 11월 9일  |
| 23화       | 모두가 스타         | 2023년 11월 22일 |
| 24화       | 별밤 캠핑           | 2023년 11월 23일 |
| 25화       | 흔들리지마, 인디고  | 2023년 11월 29일 |
| 최종화(26) | 우리는 레인보우     | 2023년 11월 30일 |

### 2기(시크릿)
| 회차       | 제목                    | 방송 일자       |
| ---------- | ----------------------- | --------------- |
| 1화        | 다시 학교로             | 2025년 4월 9일  |
| 2화        | 나만의 공주 사전        | 2025년 4월 10일 |
| 3화        | 퀴즈 대회의 정답        | 2025년 4월 16일 |
| 4화        | 해마 왕국의 무도회      | 2025년 4월 17일 |
| 5화        | 무도회의 불청객         | 2025년 4월 23일 |
| 6화        | 나 잡아 봐라!           | 2025년 4월 24일 |
| 7화        | 말할 수 없는 비밀       | 2025년 4월 30일 |
| 8화        | 그림자 속 진실          | 2025년 5월 1일  |
| 9화        | 거절은 어려워           | 2025년 5월 7일  |
| 10화       | 시험지와 비밀의 문      | 2025년 5월 8일  |
| 11화       | 내 마음대로 복도 꾸미기 | 2025년 5월 14일 |
| 12화       | 뒤죽박죽 미로 속으로    | 2025년 5월 15일 |
| 13화       | 과학적이지 않아         | 2025년 5월 21일 |
| 14화       | 블루닷섬 퍼레이드       | 2025년 5월 22일 |
| 15화       | 인어 전설의 진실        | 2025년 5월 28일 |
| 16화       | 달에게 보내는 소원      | 2025년 5월 29일 |
| 17화       | 해파리 왕국의 결투      | 2025년 6월 4일  |
| 18화       | 진실은 저 아래로        | 2025년 6월 5일  |
| 19화       | 24시간이 모자라         | 2025년 6월 11일 |
| 20화       | 시크릿하우스로의 초대   | 2025년 6월 12일 |
| 21화       | 따로따로 운동회         | 2025년 6월 18일 |
| 22화       | 한 발 한 발, 함께       | 2025년 6월 19일 |
| 23화       | 잃어버린 고대 왕국      | 2025년 6월 25일 |
| 24화       | 여왕님을 구하라         | 2025년 6월 26일 |
| 25화       | 블랙 다이아의 침공      | 2025년 7월 2일  |
| 최종화(26) | 모두의 힘을 하나로!     | 2025년 7월 3일  |

### 3기(하모니)
| 회차       | 제목 | 방송 일자 |
| ---------- | ---- | --------- |
| 1화        | 미정 | 미정      |
| 2화        | 미정 | 미정      |
| 3화        | 미정 | 미정      |
| 4화        | 미정 | 미정      |
| 5화        | 미정 | 미정      |
| 6화        | 미정 | 미정      |
| 7화        | 미정 | 미정      |
| 8화        | 미정 | 미정      |
| 9화        | 미정 | 미정      |
| 10화       | 미정 | 미정      |
| 11화       | 미정 | 미정      |
| 12화       | 미정 | 미정      |
| 13화       | 미정 | 미정      |
| 14화       | 미정 | 미정      |
| 15화       | 미정 | 미정      |
| 16화       | 미정 | 미정      |
| 17화       | 미정 | 미정      |
| 18화       | 미정 | 미정      |
| 19화       | 미정 | 미정      |
| 20화       | 미정 | 미정      |
| 21화       | 미정 | 미정      |
| 22화       | 미정 | 미정      |
| 23화       | 미정 | 미정      |
| 24화       | 미정 | 미정      |
| 25화       | 미정 | 미정      |
| 최종화(26) | 미정 | 미정      |